# MMXI
MMXI är en samlingsbox med det amerikanska death metal-bandet Morbid Angel utgiven i begränsad upplaga 10 december 2011 av skivbolaget Earache Records. Samlingsboxen innehåller 12" vinyl-utgåvor av 4 studioalbum, Altars of Madness (1989), Blessed are the Sick (1991), Covenant (1993) och Domination (1995).
Upplagan är begränsad till 100 kopior och såldes endast 10 december 2011 genom Earache Records webbutik (Webstore Earache).

## Låtförteckning
LP 1 – Altars of Madness
Sida A
1. "Immortal Rites" – 4:04
2. "Suffocation" – 3:15
3. "Visions from the Dark Side" – 4:10
4. "Maze of Torment" – 4:25

Sida B
1. "Chapel of Ghouls" – 4:58
2. "Bleed for the Devil" – 2:23
3. "Damnation" – 4:10
4. "Blasphemy"– 3:32
5. "Evil Spells" – 4:12

LP 2 – Blessed are the Sick
Sida A
1. "Intro" (instrumental) – 1:27
2. "Fall from Grace" – 5:14
3. "Brainstorm" – 2:35
4. "Rebel Lands" – 2:41
5. "Doomsday Celebration" (instrumental) – 1:50
6. "Day of Suffering" – 1:54
7. "Blessed Are the Sick / Leading the Rats" – 4:47

Sida B
1. "Thy Kingdom Come" – 3:25
2. "Unholy Blasphemies" – 2:10
3. "Abominations" – 4:27
4. "Desolate Ways" (instrumental) – 1:41
5. "The Ancient Ones" – 5:54
6. "In Remembrance" (instrumental) – 1:26

LP 3 – Covenant
Sida A
1. "Rapture" – 4:17
2. "Pain Divine" – 3:57
3. "World of Shit (The Promised Land)" – 3:20
4. "Vengeance Is Mine" – 3:15
5. "The Lion's Den" – 4:44

Sida B
1. "Blood on My Hands" – 3:43
2. "Angel of Disease" – 6:15
3. "Sworn to the Black" – 4:00
4. "Nar Mattaru" (instrumental) – 2:06
5. "God of Emptiness" – 5:27

LP 4 – Domination
Sida A
1. "Dominate" – 2:40
2. "Where the Slime Live" – 5:27
3. "Eyes to See, Ears to Hear" – 3:52
4. "Melting" (instrumental) – 1:21
5. "Nothing but Fear" – 4:32
6. "Dawn of the Angry" – 4:39

Sida B
1. "This Means War" – 3:12
2. "Caesar's Palace" – 6:21
3. "Dreaming" (instrumental) – 2:17
4. "Inquisition (Burn with Me)" – 4:34
5. "Hatework" – 5:48

## Medverkande
Musiker (Morbid Angel-medlemmar)
- Trey Azagthoth – gitarr
- Pete Sandoval – trummor
- David Vincent – basgitarr, sång
- Richard Brunelle – gitarr
- Erik Rutan – gitarr, keyboard

Musikproduktion
- Digby Pearson – producent
- Flemming Rasmussen – producent
- Bill Kennedy – producent
- Tom Morris – ljudtekniker
- Mark Prator – ljudtekniker
- Eric Cadieux – remix
- Alan Yoshida – mastering